# Jerusalén: los tres caminos de la ciudad santa
Jerusalén: los tres caminos de la ciudad santa –en francés: Jérusalem : Les Trois Chemins de la ville sainte– es una aventura gráfica de dimensión educativa desarrollada por Arxel Tribe y la Réunion des Musées Nationaux, y publicada por Cryo Interactive en 2002 para Microsoft Windows y macOS. Constituye la secuela del videojuego Pompeya: la leyenda del Vesubio.

## Argumento
Pompeya y Jerusalén siguen los pasos del cartógrafo escocés Adrian Blake, quien viaja a través del tiempo en busca de su prometida Sophia, desaparecida a consecuencia de una maldición de la diosa babilónica Ishtar. Después de los acontecimientos del primer videojuego, Adrian recobra la consciencia en la región adyacente a Jerusalén en 1552 y auxilia a un enviado de la Sublime Puerta, quien en gratitud lo introduce en la ciudad como su secretario. Una vez allí, el gobernador otomano solicita la ayuda de ambos para recabar pistas sobre la persona que, durante la noche anterior, irrumpió en su palacio y se llevó consigo a su hija y una reliquia de valor inestimable, la daga del patriarca Abraham. Queda entonces encomendada a Adrian Blake la tarea de investigar el paradero de la hija del gobernador y el objeto sagrado, cuyo hallazgo durante unas obras en las murallas de Solimán había enrarecido la convivencia, en su mayor parte pacífica, entre las comunidades judía, cristiana y musulmana de la ciudad santa.

## Sistema de juego
Jerusalén es una aventura gráfica de corte clásico –point and click–, en la que el jugador interviene en un entorno modelado por imágenes sintéticas que puede inspeccionar desplazando el ángulo de visión en 360°. El cursor queda permanentemente en el centro de la pantalla y cambia de forma según la acción que permita acometerse –moverse, tomar un objeto, interactuar con un personaje no jugador–. Los objetos recogidos por Adrian son almacenados en un inventario que se puede mostrar u ocultar a voluntad.
Durante la mayor parte de la historia, el videojuego adopta una cámara en primera persona, si bien algunas algunas secuencias presentan una perspectiva en tercera persona. La progresión se produce mediante la exploración de la ciudad de Jerusalén, los diálogos con los personajes y la resolución de puzles, que originan la reproducción de cinemáticas. Además del juego en sí, el programa contiene una enciclopedia de 75 fichas dedicadas a la Jerusalén del siglo XVI, cuya consulta es de hecho necesaria para resolver algunos de los enigmas planteados por el juego.

## Distribución
En Estados Unidos, la serie de Pompeya y Jerusalén fue comercializada bajo el nombre TimeScape, y el título en inglés de la segunda entrega es referido unas veces como Jerusalem: The Three Roads to the Holy Land y otras como Jerusalem: The Holy City. Dicha serie quedó inconclusa a resultas de la quiebra de Cryo Interactive en 2002, siendo los derechos sobre su antiguo catálogo adquiridos por Microids en octubre de 2008.

## Recepción
En su análisis para Jeuxvideo.com, Jihem señaló que el videojuego tenía unos gráficos «bastante pobres», si bien ofrecía una distracción inteligente a los entusiastas de la historia. Laura MacDonald de Just Adventure lo comparó negativamente con Syberia y sugirió Putt Putt Travels Through Time como una mejor alternativa en cuanto a juegos sobre viajes en el tiempo, mientras que Bodo Naser de 4Players consideró que la jugabilidad era demasiado lineal y que las conversaciones se sentían monólogos de los personajes frente a un jugador silente. Slydos de Adventure-Archiv, por su parte, valoró que el juego era «muy corto».